# 中央银行
中央银行（英語：Central Bank），简称央行，是負責国家、地区（如歐盟）貨幣政策的主體機構，通常也是一个經濟共同體內的唯一货币发行机构。正常的发行方式为贷款、买賣外汇，因此它也是外匯市場的參與者之一，另外也會處理政府的債券。央行同時對於銀行、其他金融機構也有賦予監督權，確保它們不會莽撞行事或有欺瞞行為。
中央銀行在大多數國家均屬國有，讓政府得以介入貨幣政策。不過也至少都有一定程度的自主性，而所謂「獨立的中央銀行」意義是允許央行在免除政治力（如某國的金融專責部門要求該國央行配合）干擾的規範下運作，央行的最高長官不因政權更替而隨之變更，亦不得參與政治活動。案例包括韓國銀行、美國聯邦儲備系統、英格蘭銀行（1997年起）、印度儲備銀行（1935年）、墨西哥銀行（1993年）、加拿大銀行、澳洲儲備銀行、歐洲央行等。

最高長官是央行總裁（Governor），韓國銀行、中華民國中央銀行、日本銀行亦如此稱之，而中國人民銀行稱為行長（Governor），歐洲中央銀行稱為主席（President），在香港金融管理局、新加坡金融管理局則是總裁（Chief Executive/Managing Director）。

## 職責
央行主要職責是維持該國貨幣穩定性與供給，但更常見的工作還包括控制貼現率，以及在金融危機發生時擔任銀行部門急用借款者的最後支柱、稳定金融市场。不以營利为目的，可謂「銀行的銀行、政府的銀行」。通常还履行下列职能：
- 制定（参与制定）、执行货币政策
- 调节流动性
  - 公开市场操作
  - 调节利率
  - 准备金比例
  - 最后贷款人
- 代理国库
- 主持全國銀行清算
- 监管金融活动
- 参与世界金融活动
- 管理外匯存底

在現代，央行发行货币，採行「十足準備制」，需要有金銀、合格票據、外匯、有價證券等當作發行準備，以避免過度發行造成通貨膨胀。其中保卫货币（使幣值稳定）被认为是中央银行的首要责任。

## 世界各地的中央银行

### 亞洲
- 日本银行（ 日本 ）：1882年6月成立

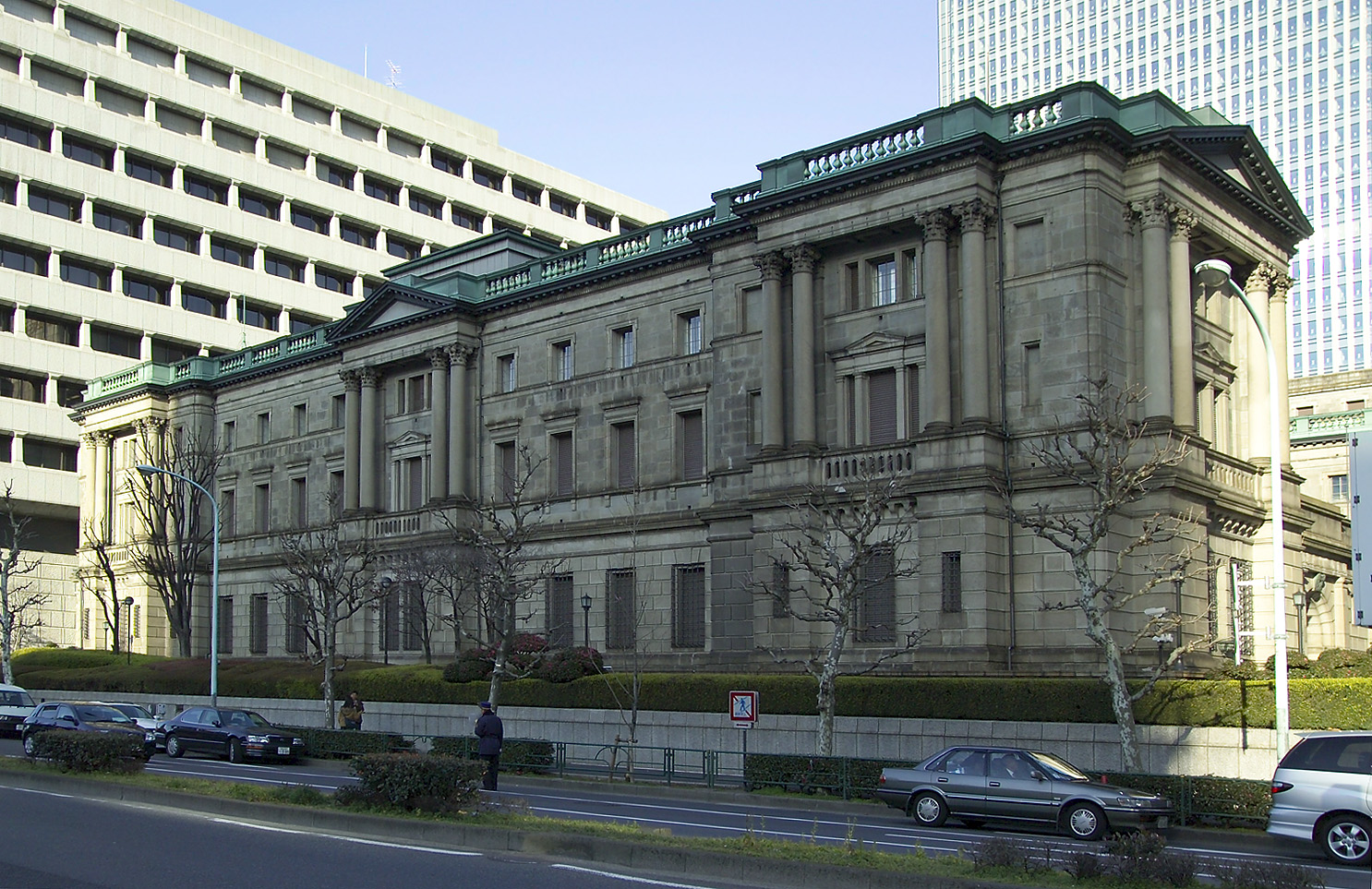
位於東京的日本銀行

- 中華民國中央銀行（ 中華民國 ）：1928年11月1日成立

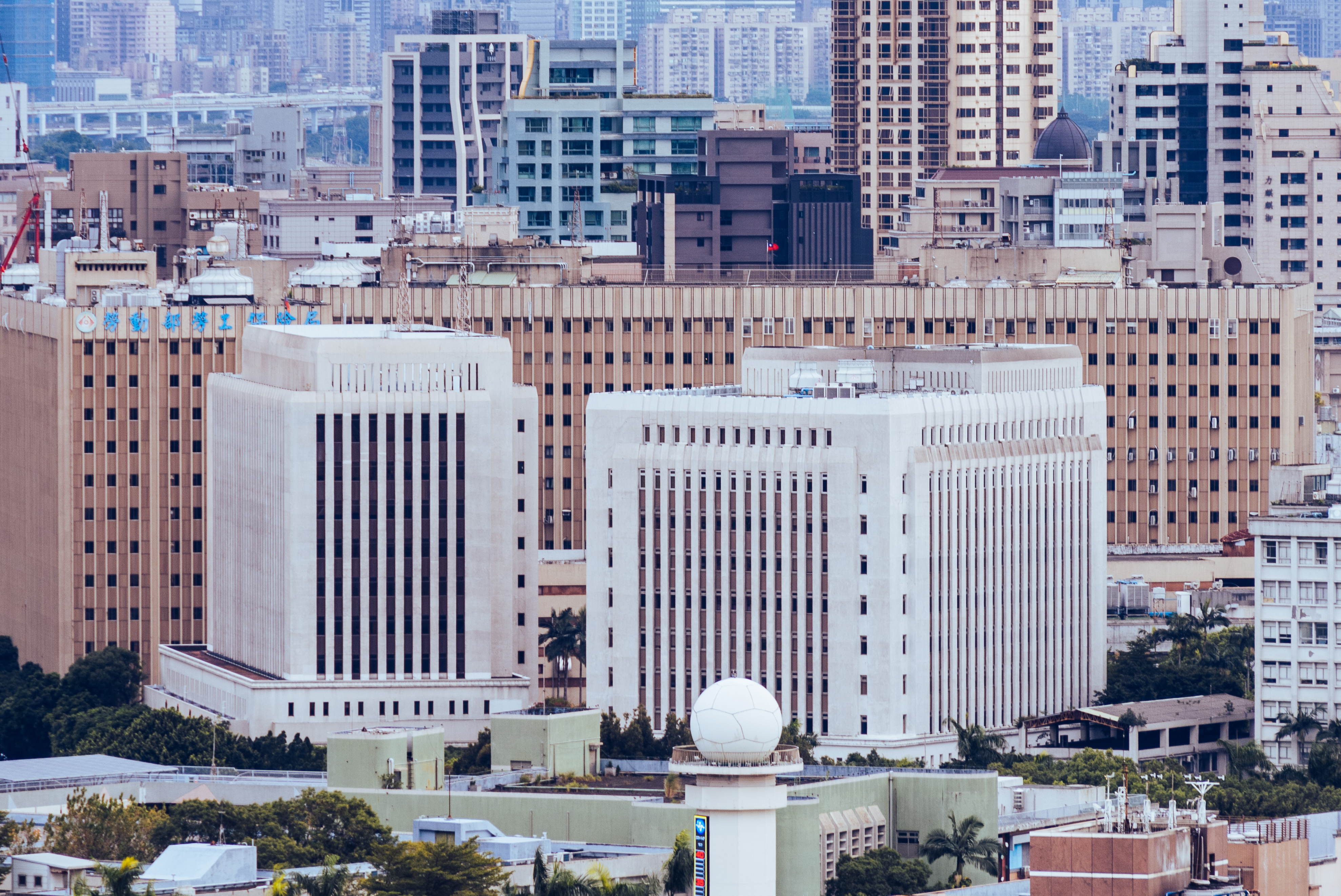
位於台北的中華民國中央银行

- 泰国银行（ 泰国 ）：1942年12月10日成立
- 朝鮮民主主義人民共和國中央銀行（朝鮮民主主義人民共和國 ）：1947年12月6日成立
- 中国人民银行（ 中華人民共和國 ）：1948年12月1日成立

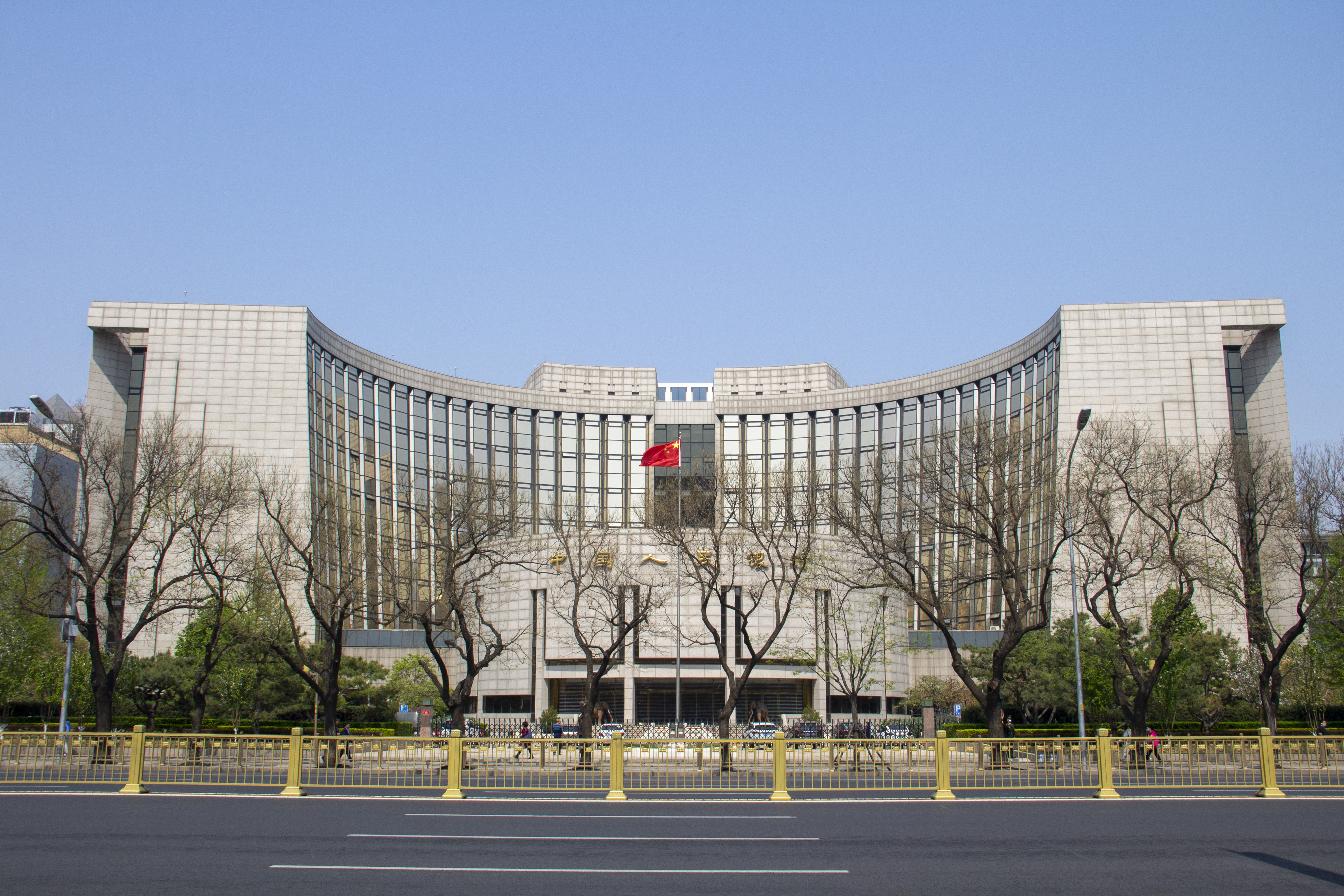
位於北京的中国人民银行

- 韩国银行（ 韓國 ）：1950年6月12日成立

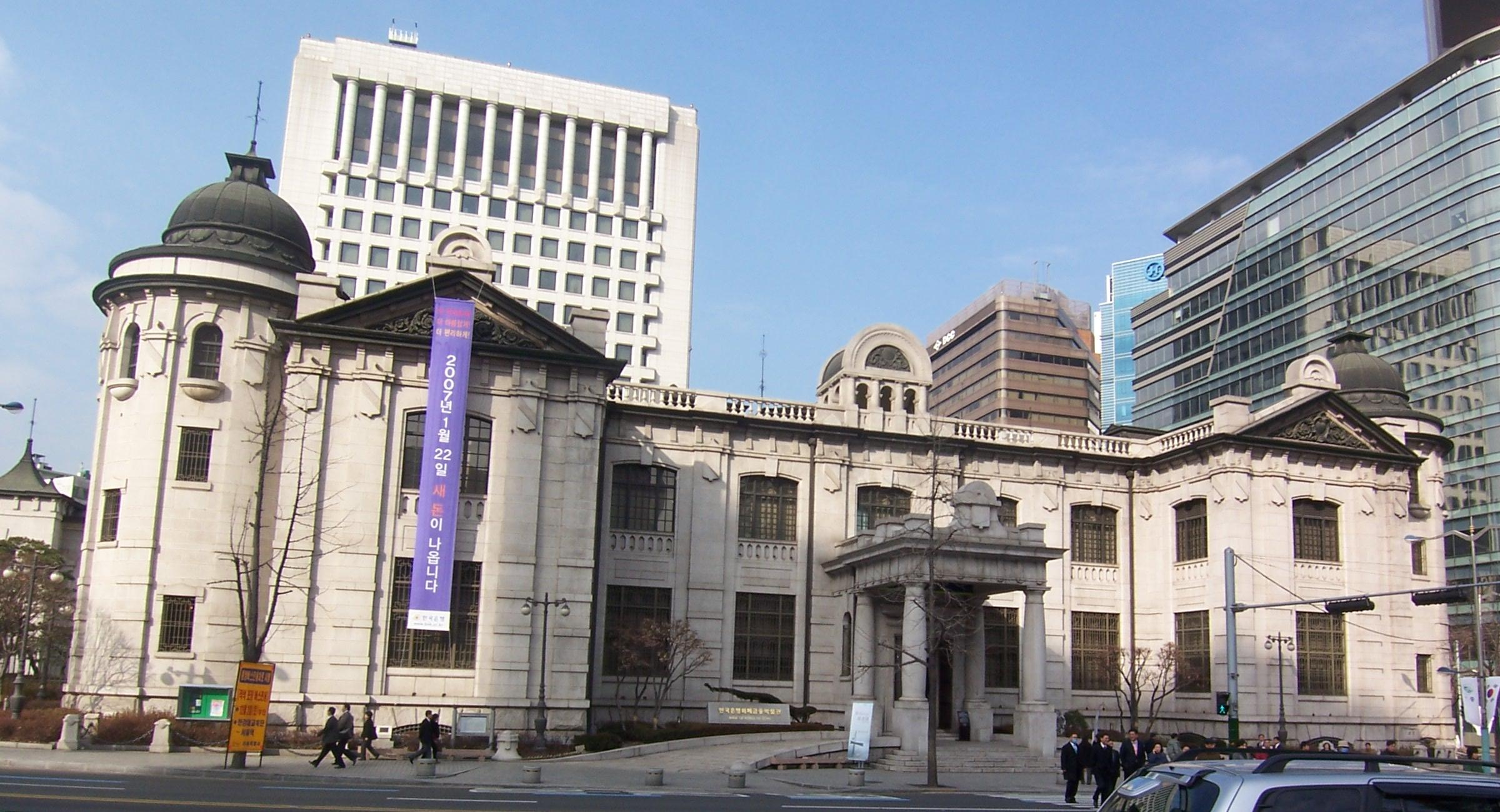
位於首爾的韩国银行

- 马来西亚国家銀行（ 馬來西亞 ）：1959年1月24日成立
- 新加坡金融管理局（新加坡 ）：1971年1月1日成立[1]
- 香港金融管理局（ 香港 ）：1993年4月1日成立，行使中央银行的部分职能；除了10元紙鈔的發行由它負責外，發鈔權由滙豐銀行、渣打銀行及中銀香港負責
- 澳門金融管理局（ 澳门 ）：前身為1989年6月12日成立的「澳門貨幣暨匯兌監理署」，2000年初更為現名；行使中央銀行的部分職能；發鈔權由大西洋銀行和中國銀行澳門分行負責
- 蒙古银行（ 蒙古 ）：1991年成立
- 伊朗中央银行（ 伊朗 ）：1960年成立
- 印度储备银行（ 印度 ）：1935年4月1日成立

### 歐洲
- 歐洲中央銀行（欧盟 欧元区）1998年6月1日成立

- 英格兰银行（英国和英格兰）1694年成立
- 德意志联邦银行（德国）1957年成立

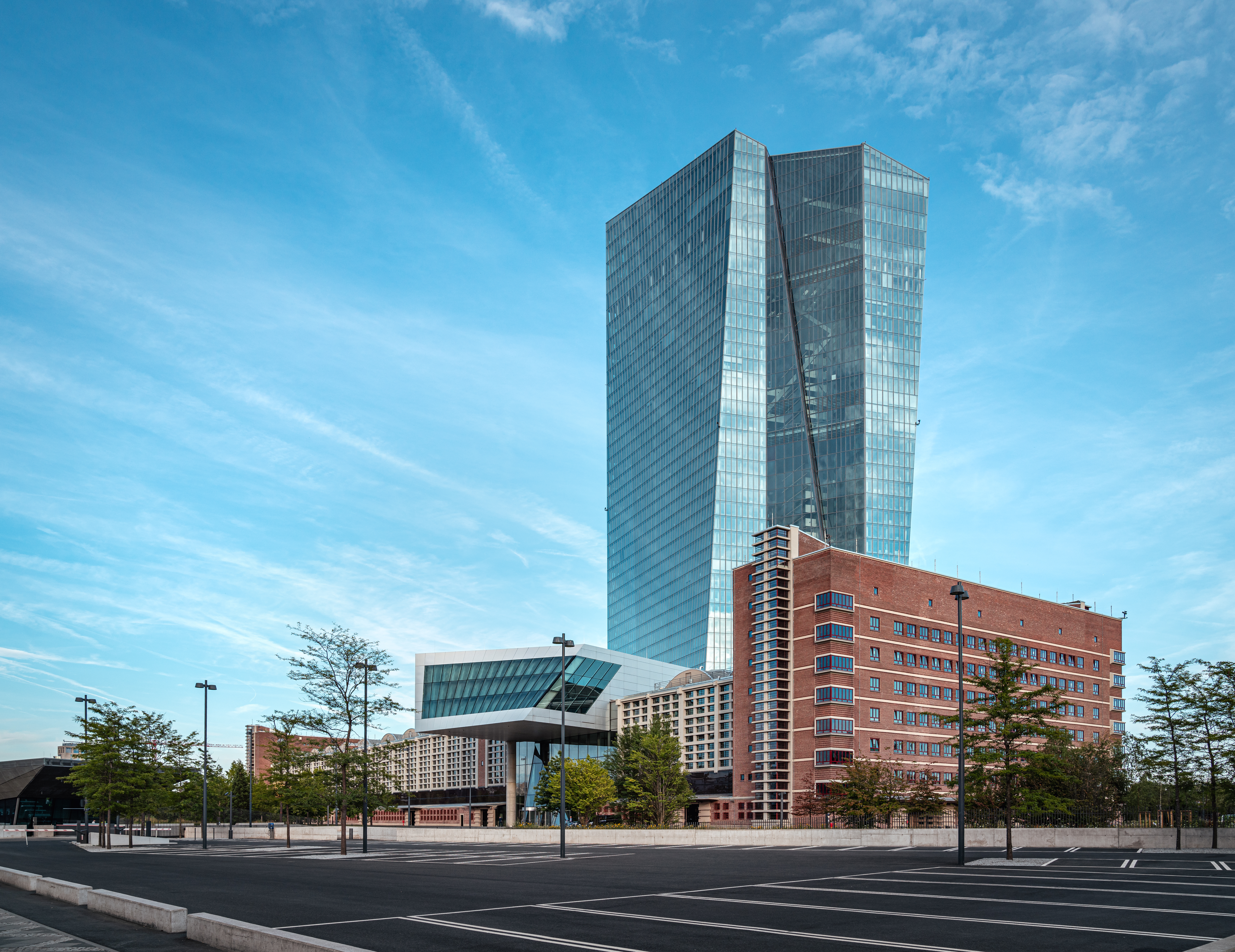
位於法蘭克福的歐洲中央銀行總部

- 俄罗斯联邦中央银行（俄羅斯）1990年7月13日成立
- 法兰西银行（法国）1800年成立

### 美洲
- 美國聯邦儲備系統（ 美國 ）1913年成立

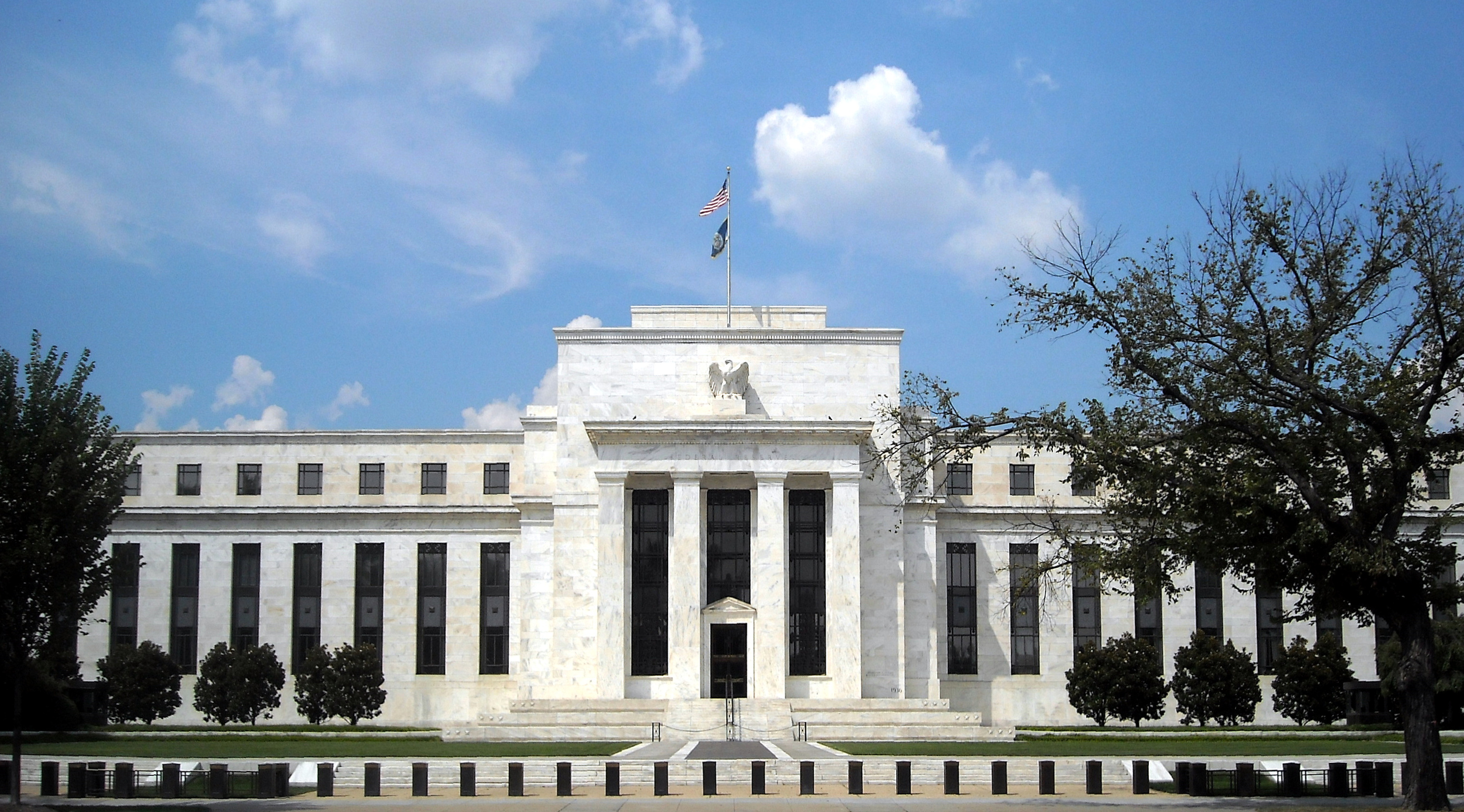
位於美國華盛頓特區的聯邦準備理事會總部埃克斯大樓

- 加拿大銀行（ 加拿大 ）1934年成立
- 墨西哥銀行（ 墨西哥 ）1925年成立

### 大洋洲
- 澳洲儲備銀行（ 澳大利亞 ）1960年成立
- 紐西蘭儲備銀行（ 紐西蘭 ）1934年成立

## 中央银行的资产负债表
以欧洲中央银行为例
借方（资产）：
- 货币储备
  - 黄金
  - 外汇
- 对商业银行的债权（应收款项）
  - 主要再融资业务
  - 长期融资业务
  - 微调操作
- 对公共财政的债权
- 其他资产（如证券）

貸方（负债）
- 流通中的现金
- 商业银行
  - 转账账户存款（含最低准备金）
  - 储蓄便利
- 外国机构存款
- 国家存款
- 其他负债

## 行為與責任
央行的功能如下：（並非所有銀行均擁有下列功能）
- 執行基本貨幣政策
- 獨占鈔票發行權
- 擔任政府的銀行以及銀行中的銀行（最後的借款來源）
- 管理國家外匯交易、黃金準備與發行公債
- 管制、監理銀行業
- 訂定官方利率─用以管理通貨膨脹與匯率─透過多樣政策機制影響利率

### 貨幣政策
央行負責執行國家選擇的貨幣政策。無論是強勢貨幣、金本位貨幣、聯繫匯率制度還是貨幣聯盟，央行最基本的工作都包括建立國家幣制。當一個國家擁有自己的幣制後，就牽涉到貨幣標準化，基本上就是本票形式：本票是在某些情況下保證將票據兌換為金錢的承諾。過去通常都是金錢可以兌換固定金額的貴重金屬。現在有許多強勢貨幣，因此保證兑付不再僅止於保證兌付同幣別的相同金額。
央行之所以被稱為銀行，是因為手中握有資產（外匯、黃金、以及其他金融資產）和負債。央行的基本負債就是流通貨幣，還有銀行本身資產擔保的負債。比較不常見的狀況是，管轄強勢貨幣的央行創造新貨幣以支付負債，且理論上並無金額上限。
多數央行會直接（貨幣聯盟的央行採行此法）或間接連動他國貨幣。在間接的狀況下，央行利用握有的外幣以固定比率穩住本國貨幣；使用此機制最值得注意的國家和地區為香港和愛沙尼亞。
在強勢貨幣國家，掌控貨幣者以貨幣政策作為達成目標利率或其他目的的快速手段。

### 央行 vs. 國家
央行並沒有標準化的名稱，但多數都採用國家銀行的形式（例如：英格蘭銀行、加拿大銀行、俄羅斯銀行）；部分則定位為國有銀行，如烏克兰國家銀行。許多國家可能以民營銀行以國有方式經營的狀況，另外還包括州立銀行或擁有完整獨立功能（如融資進出口）的準政府主體。
有些國家，尤其是共產國家，國有銀行只是用來象徵貨幣主權與融資用，如白俄羅斯分行（州立銀行）。其他國家的國銀則是用來表示央行不只是穩定貨幣，還包括充分就業、工業發展等目標。

### 干預利率
典型的央行會控制某些短期利率，因而影響股市、債券市場、房地產和其他利率。以歐盟央行為例，他們在主席委員會會議中公告利率（聯準會則是在理事會議中宣布）。
聯準會與歐盟央行都由1個或一個以上的中央主體組成，負責有關利率、公開市場操作規模與形式、執行政策分行的主要決策。以聯準會為例，包含了地方聯準會；歐盟央行轄下則有國家央行。
干預利率最為常見，詳細內容參見下文。

### 強制力限制
與一般人認知相反的是，央行並沒有十足權力，執行政策時有所限制。最重要的是，雖然大家可能認為中央銀行控制一部份或所有利率和匯率，經濟理論以及實証顯示在開放市場中不可能同時操控利匯率。關於有限權力最有名的理論是蒙代爾（Mundell）的「不可能的三位一體」（Impossible trinity），該理論假設同時緊盯貨幣政策（廣義而言，即利率）、匯率（固定匯率）和維持資本自由流動是不可能的。大部分西方經濟學家現在認為開放資本自由流動，本意就是央行可以緊盯利率或匯率，但不可能同時緊盯兩者。
即使緊盯利率，大部分央行對於個人和企業實際支付的利率影響力仍有限。
即使是美國也必須以買賣外匯的方式達成目標。在最有名的政策失靈裡，索羅斯利用英鎊釘住歐洲央行的關係加以套利，此次套利为索羅斯帶來20億收入，並使英國花費80億元穩住英鎊，使得英國被迫放棄此強制力限制政策。後來他曾經嚴厲批判粗糙的銀行政策，認為不應該有人可以做出像他這樣的事情。

## 參见
- 中央银行列表